# Слободы Екатеринбурга
Слободами в Екатеринбурге XVIII — XIX веков называли жилые образования (небольшие городские районы или городовые стороны), возникшие в 1720-х — начале 1730-х годов на территории Екатеринбургской крепости, либо за её пределами, на периферии крепостных укреплений (внекрепостных слобод было всего четыре, не считая пригородной деревни Мельковки). Слободы были заселены преимущественно представителями какой-либо одной профессии, что очевидно из их названий, и только лишь три слободы являлись исключениями: Ссыльняя, Мельковская и Бобыльская. В слободах внутри крепости со времён её основания проживали в основном рабочие Екатеринбургского завода, офицеры горного ведомства, чиновники и священники, а в слободах за крепостью — позднее получивших официальное название Екатеринбургского посада — жили купцы и вольнонаёмные ремесленники, а также «пришлые люди» и ссыльнопоселенцы.

## Слободы внутри Екатеринбургской крепости
На правом (западном) берегу Городского пруда выше (севернее) плотины размещались Секретарская, Лекарская, Подьяческая и Солдатская слободы, ниже плотины — Казначейская слобода. На левом берегу пруда выше плотины размещались Асессорская и Молотовая слободы, ниже плотины — Кузнечная, Меховая, Плотинная, Каменщичья.
В юго-восточном углу крепости, согласно городскому плану 1737 года, находилась Нижняя Ссыльная слобода.

## Слободы за стенами Екатеринбургской крепости

### На Торговой (Канцелярской) стороне
Правобережная часть Екатеринбурга (к западу от плотины Городского пруда) традиционно называлась Торговой стороной, так как здесь находился гостиный двор. С 1735 года эту часть города также стали называть Канцелярской стороной — по названию горнозаводской администрации, размещавшейся на её территории, на Першпективной дороге (будущий проспект Ленина).

#### Верхняя Ссыльная слобода
Располагалась вдоль правого берега Городского пруда, за Зелейными воротами екатеринбургской крепости. Название получила потому, что её первыми жителями были ссыльнопоселенцы.

#### Купецкая слобода
Слобода располагалась вдоль правого берега Исети к югу от крепости и являлась наиболее устойчивым и динамично развивающимся городским образованием. Купецкая слобода имела некоторые черты классического посада традиционных русских городов — поселений торговцев и вольных ремесленников за городским «кремлём» (официально посад появился в Екатеринбурге в 1745 году).

#### Бобыльская слобода
Располагалась рядом с Купецкой слободой.

### На Церковной стороне
Левобережная часть Екатеринбурга называлась Церковной стороной, так как здесь стояла первая в городе церковь Святой Екатерины.

#### Мельковская слобода
Изначально была пригородной деревней Милковой или Мелковой с населением в несколько десятков дворов, не ранее последней трети XVIII века слилась с Конюшенной слободой. В XIX веке стала называться Мельковской слободой.

#### Конюшенная (Пеньковская) слобода
Слобода возникла на левом берегу Городского пруда у казённых конюшен, с расположением на месте русла реки Пеньковки связано ещё одно название слободы — Пеньковская.

#### Угольная слобода
Находилась рядом с Конюшенной слободой.

#### Банная слобода
Находилась на левом берегу реки Исети — напротив Купецкой слободы — за торговыми банями.